# 各年のマレーシアの一覧

マレーシアの国旗

各年のマレーシアの一覧（かくねんのマレーシアのいちらん）は、マレーシアの各年ごとの記事の一覧。この一覧ではマレーシアの各年ごとの記事の他、各世紀と各年代、マレーシアの各分野における各年ごとの記事についても取り扱う。

## 一覧

### 19世紀

#### イギリス領マラヤ
- 1890年代
  - 1895年のイギリス領マラヤ（英語版）

### 20世紀

#### イギリス領マラヤ
- 1900年代
  - 1909年のイギリス領マラヤ（英語版）
- 1920年代
  - 1925年のイギリス領マラヤ（英語版） 1927年のイギリス領マラヤ（英語版） 1929年のイギリス領マラヤ（英語版）
- 1930年代
  - 1930年のイギリス領マラヤ（英語版） 1931年のイギリス領マラヤ（英語版） 1932年のイギリス領マラヤ（英語版） 1933年のイギリス領マラヤ（英語版） 1934年のイギリス領マラヤ（英語版）
  - 1935年のイギリス領マラヤ（英語版） 1936年のイギリス領マラヤ（英語版） 1937年のイギリス領マラヤ（英語版） 1938年のイギリス領マラヤ（英語版） 1939年のイギリス領マラヤ（英語版）
- 1940年代
  - 1940年のイギリス領マラヤ（英語版） 1941年のイギリス領マラヤ（英語版） 1942年のイギリス領マラヤ（英語版） 1943年のイギリス領マラヤ（英語版） 1944年のイギリス領マラヤ（英語版）
  - 1945年のイギリス領マラヤ（英語版）

#### マラヤ連合
- 1940年代
  - 1946年のマラヤ連合（英語版） 1947年のマラヤ連合（英語版）

#### マラヤ連邦
- 1940年代
  - 1948年のマラヤ連邦（英語版） 1949年のマラヤ連邦（英語版）
- 1950年代
  - 1950年のマラヤ連邦（英語版） 1951年のマラヤ連邦（英語版） 1952年のマラヤ連邦（英語版） 1953年のマラヤ連邦（英語版） 1954年のマラヤ連邦（英語版）
  - 1955年のマラヤ連邦（英語版） 1956年のマラヤ連邦（英語版） 1957年のマラヤ連邦（英語版） 1958年のマラヤ連邦（英語版） 1959年のマラヤ連邦（英語版）
- 1960年代
  - 1960年のマラヤ連邦（英語版） 1961年のマラヤ連邦（英語版） 1962年のマラヤ連邦（英語版）

#### マレーシア
- 1960年代
  - 1963年のマレーシア（英語版） 1964年のマレーシア（英語版）
  - 1965年のマレーシア（英語版） 1966年のマレーシア（英語版） 1967年のマレーシア（英語版） 1968年のマレーシア（英語版） 1969年のマレーシア（英語版）
- 1970年代
  - 1970年のマレーシア（英語版） 1971年のマレーシア（英語版） 1972年のマレーシア（英語版） 1973年のマレーシア（英語版） 1974年のマレーシア（英語版）
  - 1975年のマレーシア（英語版） 1976年のマレーシア（英語版） 1977年のマレーシア（英語版） 1978年のマレーシア（英語版） 1979年のマレーシア（英語版）
- 1980年代
  - 1980年のマレーシア（英語版） 1981年のマレーシア（英語版） 1982年のマレーシア（英語版） 1983年のマレーシア（英語版） 1984年のマレーシア（英語版）
  - 1985年のマレーシア（英語版） 1986年のマレーシア（英語版） 1987年のマレーシア（英語版） 1988年のマレーシア（英語版） 1989年のマレーシア（英語版）
- 1990年代
  - 1990年のマレーシア（英語版） 1991年のマレーシア（英語版） 1992年のマレーシア（英語版） 1993年のマレーシア（英語版） 1994年のマレーシア（英語版）
  - 1995年のマレーシア（英語版） 1996年のマレーシア（英語版） 1997年のマレーシア（英語版） 1998年のマレーシア（英語版） 1999年のマレーシア（英語版）
- 2000年代
  - 2000年のマレーシア（英語版）

### 21世紀
- 2000年代
  - 2001年のマレーシア（英語版） 2002年のマレーシア（英語版） 2003年のマレーシア（英語版） 2004年のマレーシア（英語版）
  - 2005年のマレーシア（英語版） 2006年のマレーシア（英語版） 2007年のマレーシア（英語版） 2008年のマレーシア（英語版） 2009年のマレーシア（英語版）
- 2010年代
  - 2010年のマレーシア（英語版） 2011年のマレーシア（英語版） 2012年のマレーシア（英語版） 2013年のマレーシア（英語版） 2014年のマレーシア（英語版）
  - 2015年のマレーシア（英語版） 2016年のマレーシア（英語版） 2017年のマレーシア（英語版） 2018年のマレーシア（英語版） 2019年のマレーシア（英語版）
- 2020年代
  - 2020年のマレーシア（英語版）

## 文化と芸術

### 映画
- List of Malaysian films（英語版）